# SZNZ: Autumn
SZNZ: Autumn és el novè EP de la banda estatunidenca de rock alternatiu Weezer, el tercer de quatre que formen el projecte SZNZ (pronunciat en anglès seasons, estacions). Es va publicar digitalment el 22 de setembre de 2022, coincidint amb l'equinocci de tardor.
No se'n va extreure cap senzill però van interpretar la cançó «What Happens After You?» en directe en el programa de televisió Jimmy Kimmel Live! el dia anterior al llançament, i també van llançar un videoclip d'aquesta mateixa cançó el 29 de novembre de 2022.

## Llista de cançons
| Núm.          | Títol                              | Durada |
| ------------- | ---------------------------------- | ------ |
| 1.            | «Can't Dance, Don't Ask Me»        | 3:02   |
| 2.            | «Get Off on the Pain»              | 3:32   |
| 3.            | «What Happens After You?»          | 3:20   |
| 4.            | «Francesca»                        | 3:28   |
| 5.            | «Should She Stay or Should She Go» | 3:36   |
| 6.            | «Tastes Like Pain»                 | 2:03   |
| 7.            | «Run, Raven, Run»                  | 5:15   |
| Durada total: | Durada total:                      | 24:16  |

| 8. | «The Way I Hate You» |  |

## Crèdits
Weezer
- Rivers Cuomo – cantant, guitarra, veus addicionals
- Brian Bell – guitarra, veus addicionals
- Patrick Wilson – bateria
- Scott Shriner – baix, veus addicionals

Personal addicional
- Robopop – producció
- Suzy Shinn – producció addicional
- Tyler Cole – producció addicional